# قطعنامه ۱۹ شورای امنیت
قطعنامه ۱۹ شورای امنیت سازمان ملل متحد که در تاریخ ۱۳ فوریه ۱۹۴۷ تصویب شد، سندی بین‌المللی دربارهٔ بررسی مشکلات در تنگه کورفو است. این قطعنامه طی نشست ۱۱۴ام با ۸ موافق، ۰ مخالف و ۳ ممتنع مصوب شد.